# 東日本高速道路北海道支社
東日本高速道路 北海道支社（ひがしにほんこうそくどうろ・ほっかいどうししゃ）は、東日本高速道路（NEXCO東日本）の支社の一つである。旧・日本道路公団・北海道支社の流れを汲んでいる。

## 支社所在地
- 北海道札幌市厚別区大谷地西5丁目12-30 〒004-8512

## 管轄路線・管理事務所
NEXCO管轄の高速道路・有料道路のうち、北海道の路線を管轄している。

### 管理事務所
| 名称             | 管轄路線 | 所在地                                                                 |
| ---------------- | --- | ---------------------------------------------------------------------- |
| 室蘭管理事務所   | 道央自動車道（大沼公園IC-登別室蘭IC）                                                                          | 〒050-0055 北海道室蘭市崎守町316-3 （道央道室蘭ICに併設）              |
| 北広島管理事務所 | 道央自動車道（登別室蘭IC - 札幌南IC） 道東自動車道（千歳恵庭JCT-夕張IC） 日高自動車道（苫小牧東IC-沼ノ端西IC） | 〒061-1279 北海道北広島市大曲並木1丁目1-1 （道央道北広島ICに併設）     |
| 札幌管理事務所   | 道央自動車道（札幌南IC-美唄IC） 札樽自動車道（小樽IC-札幌JCT） 後志自動車道（余市IC-小樽JCT）                  | 〒003-0872 北海道札幌市白石区米里2条2丁目4-1 （道央道札幌JCTに併設）   |
| 旭川管理事務所   | 道央自動車道（美唄IC-士別剣淵IC） 深川留萌自動車道（深川JCT-深川西IC）                                         | 〒070-0000 北海道旭川市字近文7線南1号5766-4 （道央道旭川鷹栖ICに併設） |
| 帯広管理事務所   | 道東自動車道（夕張IC-本別IC、本別JCT-足寄IC） 帯広広尾自動車道（帯広JCT-帯広JCT料金所）                        | 〒080-0341 北海道河東郡音更町字音更西2線7-3 （道東道音更帯広ICに併設） |

### 統廃合された管理事務所
- 苫小牧管理事務所：北海道苫小牧市字錦岡459-8 (道央道苫小牧西ICに併設)[1]
  - 道央道登別室蘭IC-新千歳空港IC及び日高道苫小牧東IC-沼ノ端西ICを管轄。
2021年7月1日付で廃止され、札幌管理事務所管轄区間のうち札幌南IC以南を統合し北広島管理事務所へ再編された。
- 岩見沢管理事務所：北海道岩見沢市駒園8丁目801 (道央道岩見沢ICに併設)[2]
  - 道央道札幌IC-奈井江砂川IC間。
2022年7月1日付で廃止され、美唄IC-奈井江砂川IC間は旭川管理事務所へ、それ以外の区間は札幌管理事務所へそれぞれ移管された。

## 工事事務所
| 名称           | 建設路線                                                                               | 所在地                                                                 |
| -------------- | -------------------------------------------------------------------------------------- | ---------------------------------------------------------------------- |
| 札幌工事事務所 | 道央自動車道・札樽自動車道 リニューアル工事 札樽自動車道・後志自動車道小樽JCT          | 〒001-0037 北海道札幌市北区北37条西4丁目3-12 藤井ビルN37 4階           |
| 帯広工事事務所 | 道東自動車道 4車線化工事 道東自動車道 長流枝スマートIC 道東自動車道 新得PA・スマートIC | 〒080-0013 北海道帯広市西3条南9丁目23番地 帯広経済センタービル西館 5階 |

### 統廃合された工事事務所
- 函館工事事務所：北海道函館市桔梗3丁目36-26
  - 2013年3月31日をもって閉所
- 小樽工事事務所：北海道小樽市築港11-1 ウイングベイ小樽1番街 2階
  - 2020年6月30日をもって閉所